# Grand Prix de Denain 2006
Il Grand Prix de Denain 2006, quarantottesima edizione della corsa e valida come evento dell'UCI Europe Tour 2006 categoria 1.1, si svolse il 13 aprile 2006 su un percorso totale di circa 194 km. Fu vinto dal francese Jimmy Casper che terminò la gara in 4h28'42", alla media di 43,31 km/h.
Partenza con 154 ciclisti, dei quali 58 portarono a termine il percorso.

## Ordine d'arrivo (Top 10)
| Pos. | Corridore          | Squadra         | Tempo    |
| ---- | ------------------ | --------------- | -------- |
| 1    | Jimmy Casper       | Cofidis         | 4h28'42" |
| 2    | Nico Mattan        | Davitamon       | s.t.     |
| 3    | Hans Dekkers       | Agritubel       | s.t.     |
| 4    | Erki Pütsep        | AG2R Prévo.     | a 5"     |
| 5    | Lloyd Mondory      | AG2R Prévo.     | s.t.     |
| 6    | Carlo Scognamiglio | Milram          | s.t.     |
| 7    | William Bonnet     | Crédit Agricole | s.t.     |
| 8    | Steven Caethoven   | Ch. Jacques     | s.t.     |
| 9    | Lilian Jégou       | F. des Jeux     | s.t.     |
| 10   | Jean-Luc Delpech   | Bretagne        | s.t.     |